# Grünewald (Dorp)
Grünewald ist ein aus einer einzelnen Gaststätte hervorgegangener Wohnplatz in der bergischen Großstadt Solingen. Der Ort entstand im 19. Jahrhundert innerhalb der damaligen Bürgermeisterei Dorp.

## Lage und Beschreibung
Der Ort befindet sich im Norden des Stadtbezirks Burg/Höhscheid unmittelbar an der Grenze zu Solingen-Mitte. Als Grünewald wird heute meist der nicht näher einzugrenzende Bereich südlich der Bahnstrecke Solingen–Remscheid bezeichnet, an der sich der 2006 eröffnete S-Bahn-Haltepunkt Solingen Grünewald befindet. Dieser Bereich wird durch die nach dem Ort benannte Grünewalder Straße erschlossen, die als Bundesstraße 229 klassifiziert ist und Solingen-Mitte u. a. mit dem Stadtteil Höhscheid verbindet. Die Grünewalder Straße wird südlich der Bahnstrecke von monumentaler Ziegelarchitektur dominiert. Östlich befindet sich das J. A. Henckels Zwillingswerk, westlich der Straße liegt das Gründer- und Technologiezentrum Solingen in den ehemaligen Fabrikgebäuden des Unternehmens Friedrich Herder Abraham Sohn, zu denen auch eine denkmalgeschützte alte Dampfmaschinenhalle gehört. Grünewald bezeichnet ferner ein kleines Einkaufszentrum südlich des Gründer- und Technologiezentrums sowie ein dortiges Ärztehaus.
Benachbarte Orte sind bzw. waren (von Nord nach West): Kirschbaumer Hof, Dickenbusch, Werwolf, Wiedenhof, Kirberg, Irlen, Brühl, Untenweeg, Esel, Obenpilghausen und II. Heidberg.

## Geschichte
Entlang des 1752 bis 1754 ausgebauten Neuen Rheinwegs zwischen Solingen und dem Rheinhafen in Hitdorf entstand zu Beginn des 19. Jahrhunderts im Nordosten der neu geschaffenen Bürgermeisterei Dorp eine Ortslage mit dem Namen (zum) Esel. Sie befand sich gegenüber der Einmündung der heutigen Gasstraße, damals auf freiem Feld entlang der kaum bebauten Straße. In diesem Ort machte sich ein Wirt und Ackerer mit einer Gastwirtschaft einen Namen, die er aufgrund des wirtschaftlichen Erfolgs immer weiter vergrößerte. Er nannte seine Gaststätte Am grünen Wald oder kurz Grünewald. Ein Nachfolger übernahm die Gaststätte 1866 und errichtete etwas nördlich von dem Ort Esel eine neue Gaststätte, die später noch um eine Gartenwirtschaft und 1884 um einen Saalanbau erweitert wurde.
Der Name Grünewald als Eigenname der Gaststätte verdrängte zunächst den Ortsnamen Esel, bevor er auch auf den gesamten Ort überging, an dem neben der Gaststätte auch Wohnhäuser entstanden. Der Ort Grünewald wurde in den Registern der Honschaft Solingen geführt. Die Topographische Aufnahme der Rheinlande von 1824 verzeichnet den Ort als am grünen Wald und die Preußische Uraufnahme von 1844 als Grünewald. In der Topographischen Karte des Regierungsbezirks Düsseldorf von 1871 ist der Ort als Grünewald verzeichnet.
Um den 1867 eröffneten Bahnhof am Solinger Weyersberg zu ersetzen, wurde 1890 der Bahnhof Solingen Süd in Betrieb genommen, der ab 1913 zum Solinger Hauptbahnhof wurde. Dazu wurden bis 1890 unmittelbar nördlich an Grünewald vorbei einige hundert Meter Bahngleise trassiert. Nach der Fertigstellung der Müngstener Brücke 1897 verkehrten die Züge über die Bahnstrecke bis nach Remscheid und Wuppertal.

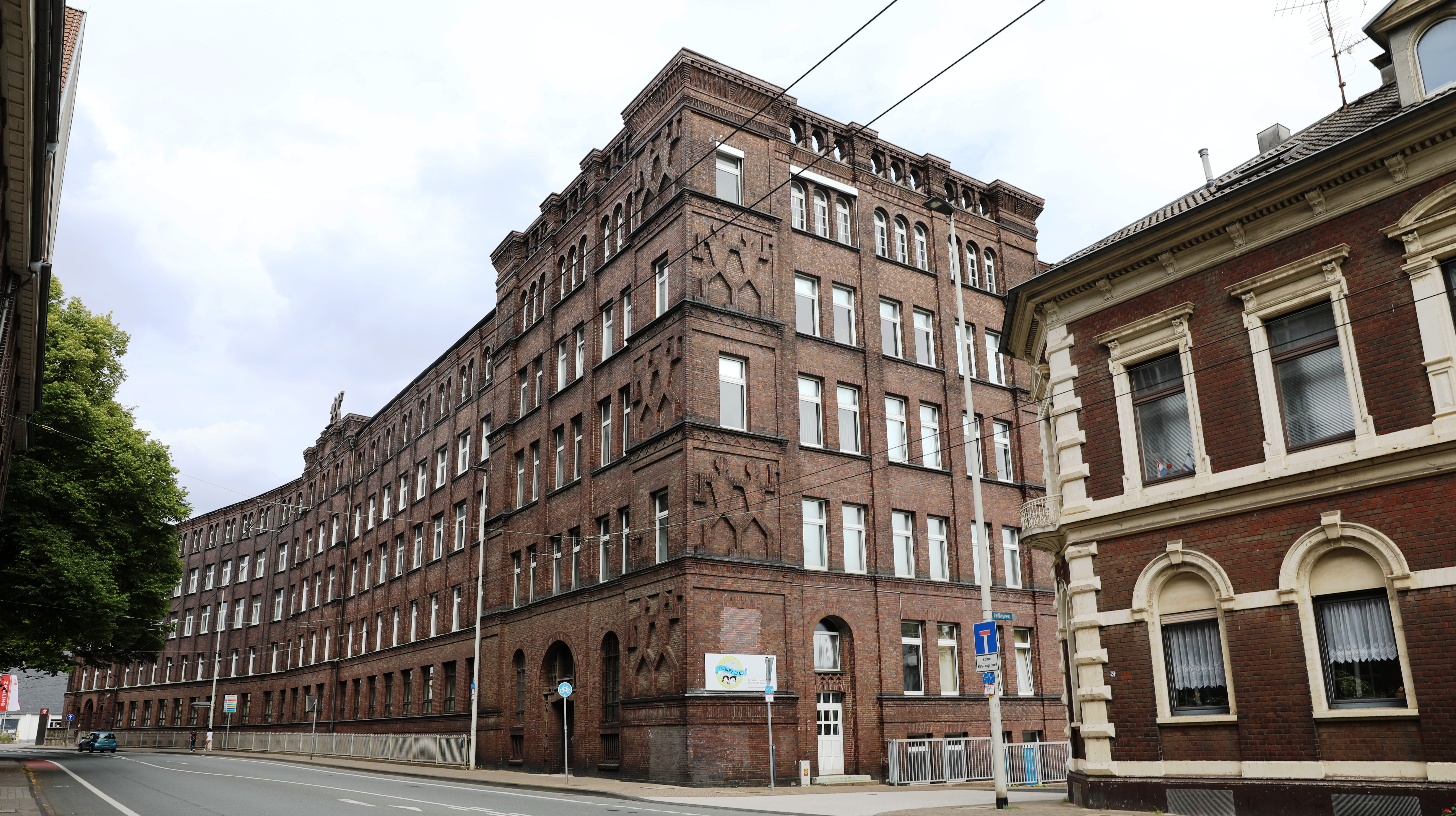
Zwillingswerk am Grünewald

Bereits Ende des 19. Jahrhunderts wuchs die Bürgermeisterei Dorp in ihren nördlichen Außenbereichen allmählich mit der Stadt Solingen zusammen, mit der sie schließlich zum 1. Januar 1889 auch offiziell verschmolz. Das von Industrie geprägte Gebiet (u. a. Zwillingswerk, Friedrich Herder Abr. Sohn und Deltawerk) am Grünewald südlich des alten Solinger Hauptbahnhofes verdichtete sich bis um die Jahrhundertwende zum 20. Jahrhundert und wurde an den umliegenden Straßen geschlossen durch Wohnhäuser sowie teils auch durch Werkswohnungen bebaut.
Um den verkehrsungünstig gelegenen Solinger Hauptbahnhof durch besser an den übrigen ÖPNV angebundene Bahnhaltepunkte zu ersetzen, wurden im Rahmen der Regionale 2006 sowohl der Bahnhof Solingen Mitte sowie der Haltepunkt Solingen Grünewald an der Grünewalder Straße realisiert. Zum neuen Solinger Hauptbahnhof wurde der bisherige Bahnhof Solingen-Ohligs, der alte Hauptbahnhof wurde 2006 stillgelegt.